# Giglio imperiale
Giglio imperiale (Yellow Lily) è un film muto del 1928 diretto da Alexander Korda e interpretato da Billie Dove.

## Produzione
Il film fu prodotto dalla First National Pictures.

## Distribuzione
Distribuito dalla First National Pictures, il film - presentato da Richard A. Rowland - uscì nelle sale cinematografiche USA il 20 maggio 1928 con il titolo originale Yellow Lily. Venne distribuito anche in Europa: in Finlandia uscì il 28 gennaio 1929 e in Portogallo, con il titolo Os Amores do Arquiduque, il 1º aprile 1930.